# آنه سولینگ
آنه سولینگ (استونیایی: Anne Sulling؛ زادهٔ ۱۲ اکتبر ۱۹۷۶) سیاست‌مدار اهل استونی است. وی از سال ۲۰۱۴ تا ۲۰۱۵ وزیر تجارت خارجی و کارآفرینی استونی بوده است.